# یدناچوو
یدناچوو (به لاتین: Jednaczewo) یک روستا در لهستان است که در گمینا وومژا واقع شده‌است.